# Albert Hill
Albert George Hill, född 24 mars 1889 i London, död 8 januari 1969 i London, Ontario i Kanada, var en brittisk friidrottare.
Hill blev olympisk mästare på 800 och 1500 meter vid olympiska sommarspelen 1920 i Antwerpen.